# Villers-Brûlin
Villers-Brûlin település Franciaországban, Pas-de-Calais megyében. Lakosainak száma 371 fő (2022. január 1.). Villers-Brûlin Frévillers, Berles-Monchel, Béthonsart, Chelers, Savy-Berlette és Tincques községekkel határos.

## Népesség
A település népessége az elmúlt években az alábbi módon változott:
| Lakosok száma | 298  | 343  | 369  | 365  | 364  | 366  | 368  | 369  | 371  |
|               | 2013 | 2015 | 2016 | 2017 | 2018 | 2019 | 2020 | 2021 | 2022 |